# Marcus Armstrong
Marcus Armstrong, né le 29 juillet 2000 à Christchurch, est un pilote automobile néo-zélandais, qui participe en 2020 au championnat de Formule 2 avec l'écurie Française ART Grand Prix.

## Biographie

### 2010-2013: débuts en karting
Armstrong a commencé le karting en 2010. Il remporte de nombreux titres à partir de 2011 et grâce à son palmarès il engrange de l'expérience ce qui lui permettra de faire ses débuts en monoplace à partir de 2014.

### 2013-2016: débuts en monoplace en Océanie
Dès 2013, il fait ses débuts en monoplace avec l'équipe Neale Motorsport en Toyota Toyota Finance 86 Championship. Il participe à trois saisons durant lesquelles il réalise, quatre victoires, trois pole positions, deux meilleur tours et monte sept fois sur le podium. Il réalise son meilleur classement lors de sa deuxième saison où il termine septième avec 482 points marqués. En 2016, il prend part au BRDC British Formula 3 Autumn Trophy, il dispute les trois courses mais ne parvient pas à marquer de points malgré un meilleur tour et termine non classé.

### 2016-2017: entre Formule Renault 2.0 et Formule 4
En 2016, s'engage en Eurocup Formula Renault 2.0 avec l'équipe R-ace GP mais il ne dispute que deux courses. Il participe également à deux courses en Formula Renault 2.0 NEC où il marque vingt-trois points. En novembre 2016, il est recruté par la Scuderia Ferrari et intègre ainsi la prestigieuse Ferrari Academy.
L'année suivante, il s'engage en ADAC Formule 4 et en Formule 4 italienne avec l'écurie Prema Powerteam où il décroche au total sept victoires et monte 24 fois sur le podium ce qui lui permet de terminer vice-champion d'Allemagne et champion d'Italie.

### 2017-2019: engagement en Toyota Racing Series
En novembre 2016, il est recruté en Toyota Racing Series pour disputer la saison 2017. Il décroche trois victoires, une pole position et huit podium ce qui permet de terminer la saison à la quatrième place du championnat avec 792 points. L'année suivante, il réalise une meilleure saison que la précédente. En effet il réalise deux victoires, une pole position, un meilleur tour et monte dix fois sur le podium. Il termine troisième avec 901 points. En 2019, il s'améliore encore avec cinq victoires, deux pole positions, cinq meilleur tours et dix podiums. Il termine vice-champion avec 346 points derrière Liam Lawson.

### 2018-2019: ascension vers la Formule 3

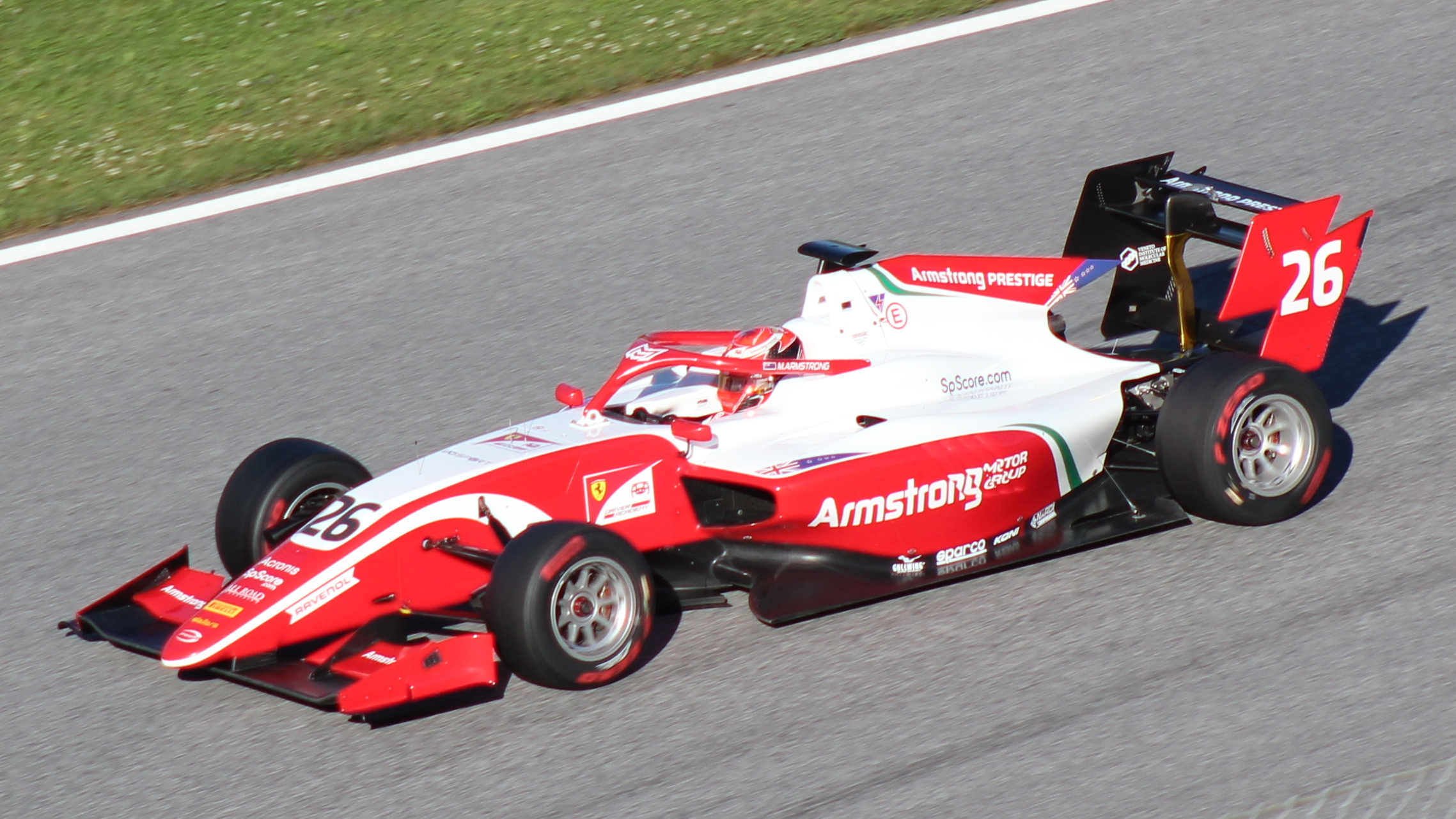
Marcus Armstrong sur le Red Bull Ring en Formule 3 en 2019.

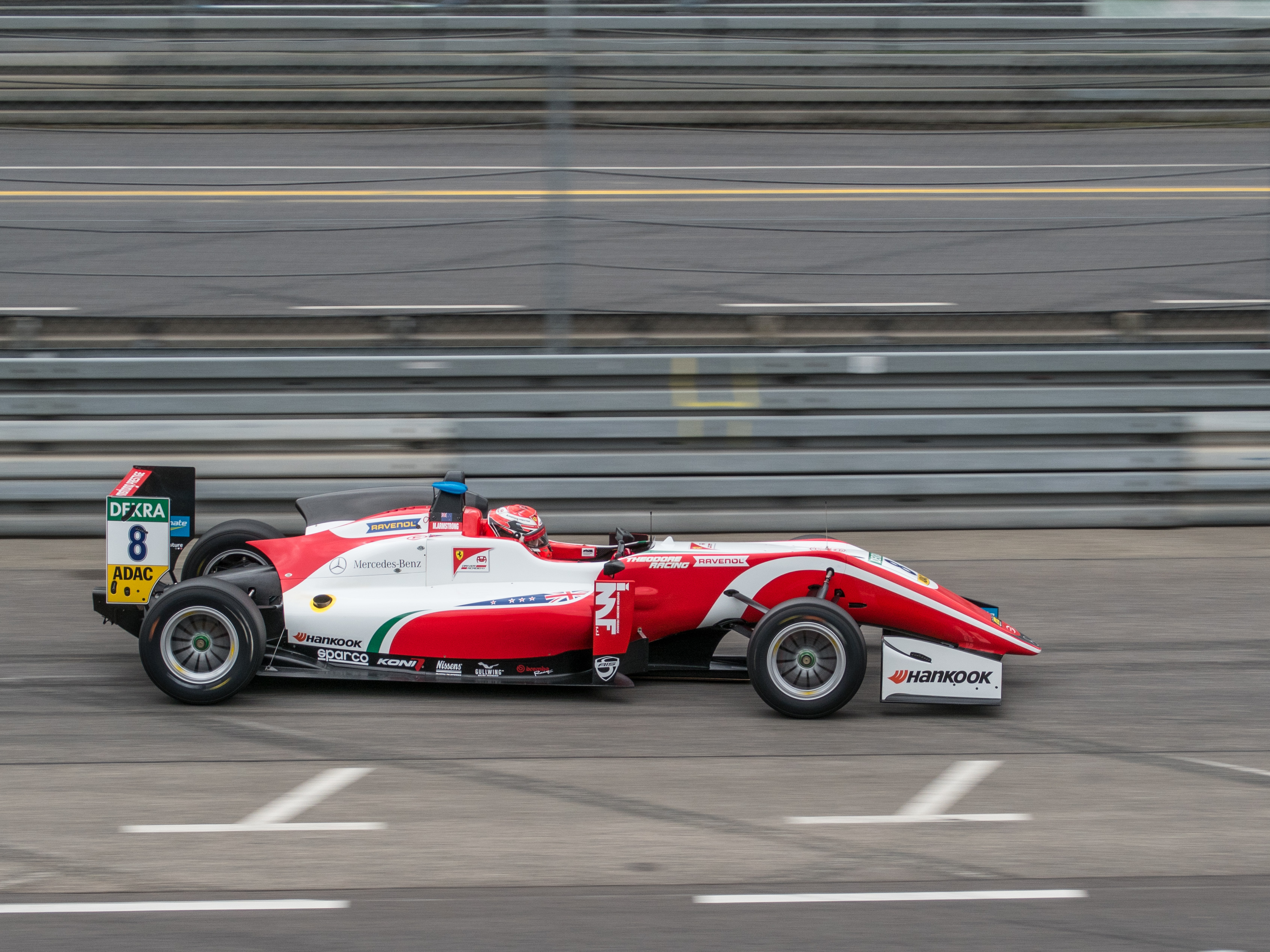
Marcus Armstrong en Formule 3 européenne en 2018.

En 2018, il s'engage en Formule 3 européenne et signe chez Prema Powerteam où il fait notamment équipe avec Robert Shwartzman également membre de la Ferrari Academy. Cette première saison est satisfaisante puisqu'il termine cinquième grâce à une victoire décrochée sur le circuit de Norisring. En novembre, il prend part au Grand Prix de Macao avec la même écurie où il termine huitième.
En 2019, il s'engage dans le nouveau championnat de Formule 3. La réussite est totale car il décroche notamment deux victoires coup-sur-coup dans les courses sprint au Hungaroring et à Spa-Francorchamps et un week-end parfait à Sotchi A la fin de la saison, Il termine vice-champion derrière son coéquipier Robert Shwartzman. En novembre, il retente sa chance au Grand Prix de Macao et termine à nouveau huitième.

### 2020: promotion en Formule 2

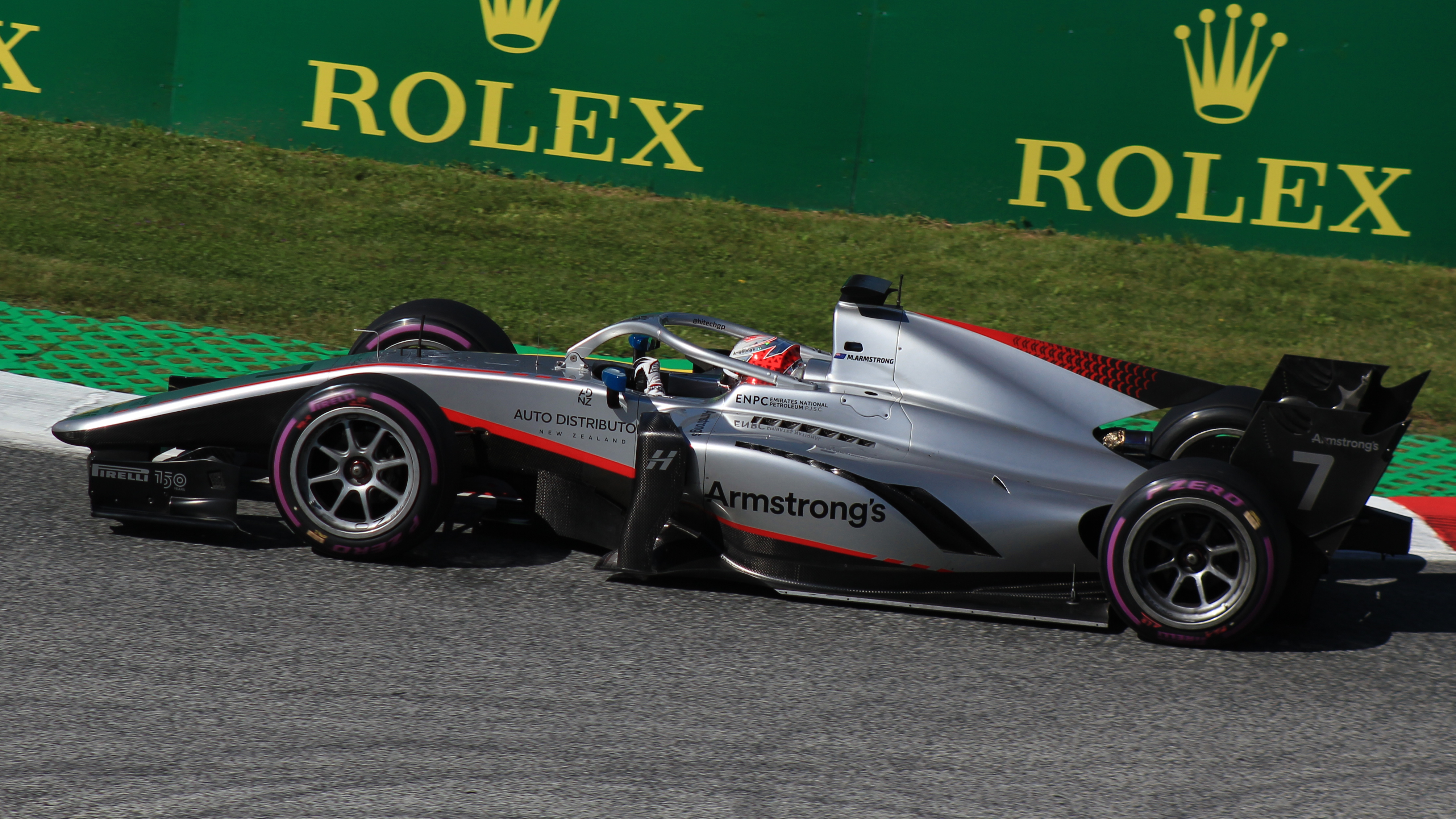
Marcus Armstrong à Spielberg en Formule 2 en 2022.

Le 28 novembre 2019, Armstrong est titularisé pour 2020 en Formule 2 dans l'écurie ART Grand Prix aux côtés du danois Christian Lundgaard. Il monte deux fois sur le podium lors des deux premières manches disputées au Red Bull Ring mais ensuite il n'inscrit plus aucun points. Il faut attendre la manche du Mugello pour qu'il se ressaisisse finissant à la peine dans les courses principales, réalisant une quatrième place à Sakhir. Cette saison est décevante puisqu'il termine treizième avec 52 points; l'une des pires saisons de sa carrière.
En 2021, il change d'écurie pour DAMS où il rejoint l'israélien Roy Nissany.
En 2022, il change encore d'écurie pour Hitech Grand Prix où il rejoint l'estonien Jüri Vips.

## Résultats en compétition automobile
| Saison    | Championnat                                                                        | Écurie            | Courses | Victoires | Pole positions | Meilleurs tours | Podiums | Points | Classement |
| --------- | ---------------------------------------------------------------------------------- | ----------------- | ------- | --------- | -------------- | --------------- | ------- | ------ | ---------- |
| 2013-2014 | Toyota Finance 86 Championship                                                     | Neale Motorsport  | 7       | 0         | 0              | 0               | 0       | 316    | 8e         |
| 2014-2015 | Toyota Finance 86 Championship                                                     | Neale Motorsport  | 8       | 3         | 2              | 1               | 5       | 482    | 7e         |
| 2015-2016 | Toyota Finance 86 Championship                                                     | Neale Motorsport  | 3       | 0         | 0              | 1               | 2       | 150    | 17e        |
| 2016      | Championnat de Grande-Bretagne de Formule 3 (Trophée de l'automne / Autumn Trophy) | Double R Racing   | 3       | 0         | 0              | 1               | 0       | 0      | N/A        |
| 2016      | Eurocup Formula Renault 2.0                                                        | R-ace GP          | 2       | 0         | 0              | 0               | 0       | 0      | Nc         |
| 2016      | Formula Renault 2.0 NEC                                                            | R-ace GP          | 2       | 0         | 0              | 0               | 0       | 23     | 24e        |
| 2017      | Championnat d'Italie de Formule 4                                                  | Prema Powerteam   | 21      | 4         | 6              | 0               | 13      | 283    | Champion   |
| 2017      | Championnat ADAC Formule 4                                                         | Prema Powerteam   | 21      | 3         | 2              | 1               | 11      | 241    | 2e         |
| 2017      | Toyota Racing Series                                                               | M2 Competition    | 15      | 3         | 1              | 0               | 8       | 792    | 4e         |
| 2018      | Championnat d'Europe de Formule 3                                                  | Prema Powerteam   | 30      | 1         | 3              | 3               | 10      | 260    | 5e         |
| 2018      | Grand Prix de Macao                                                                | Prema Powerteam   | 1       | 0         | 0              | 0               | 0       | N/A    | 8e         |
| 2018      | Toyota Racing Series                                                               | M2 Competition    | 15      | 2         | 1              | 1               | 10      | 901    | 3e         |
| 2019      | Formule 3                                                                          | Prema Racing      | 16      | 3         | 1              | 4               | 7       | 158    | 2e         |
| 2019      | Grand Prix de Macao                                                                | Prema Racing      | 1       | 0         | 0              | 0               | 0       | N/A    | 8e         |
| 2019      | Toyota Racing Series                                                               | M2 Competition    | 15      | 5         | 2              | 5               | 10      | 346    | 2e         |
| 2020      | Formule 2                                                                          | ART Grand Prix    | 24      | 0         | 0              | 0               | 2       | 52     | 13e        |
| 2021      | Formule 2                                                                          | DAMS              | 23      | 1         | 0              | 0               | 2       | 49     | 13e        |
| 2022      | Formule 2                                                                          | Hitech Grand Prix | 28      | 3         | 0              | 0               | 4       | 93     | 13e        |

### Résultats en IndyCar Series
| Saison | Écurie              | GP disputés | Pole positions | Victoires | Podiums | Meilleur tours | Points inscrits | Classement |
| ------ | ------------------- | ----------- | -------------- | --------- | ------- | -------------- | --------------- | ---------- |
| 2023   | Chip Ganassi Racing | 12          | 0              | 0         | 0       | 0              | 214             | 19e        |
| 2024   | Chip Ganassi Racing | 18          | 0              | 0         | 1       | 0              | 298             | 14e        |
| 2025   | Meyer Shank Racing  |             |                |           |         |                |                 | e          |